# Zwartvleugelstormvogel
De Zwartvleugelstormvogel (Pterodroma nigripennis) is een vogel uit de familie van de stormvogels en pijlstormvogels (Procellariidae). 

## Verspreiding
Broedt in de Grote Oceaan op eilanden ten oosten van Australië en ten noordwesten en noordoosten van Nieuw-Zeeland. De grootste kolonie bevindt zich op Macauley Island met meer dan 2 miljoen broedparen. Ook broedend aangetroffen in de Indische oceaan bij Mauritius.

## Status
De grootte van de populatie is in 2004 geschat op 8-10 miljoen vogels. Op de Rode lijst van de IUCN heeft deze soort de status niet bedreigd.